# (3228) Pire
(3228) Pire es un asteroide perteneciente al cinturón de asteroides, descubierto el 8 de febrero de 1935 por Sylvain Julien Victor Arend desde el Real Observatorio de Bélgica, Uccle.

## Designación y nombre
Designado provisionalmente como 1935 CL. Fue nombrado Pire en honor al sacerdote dominico belga Dominique Pire.